# علی‌آباد (بخش مرکزی چادگان)
 علی‌آباد (چادگان)، روستایی از توابع بخش مرکزی شهرستان چادگان در استان اصفهان ایران است.

## مردم
مردم این روستا ترک تبار و از ایل قشقایی میباشند

## جمعیت
این روستا در دهستان کاوه آهنگر قرار دارد و براساس سرشماری مرکز آمار ایران در سال ۱۳۸۵، جمعیت آن ۱٬۳۱۹ نفر (۳۳۷خانوار) بوده‌است.